# Fritz Doerr
Fritz Doerr (* 29. Dezember 1858 in Worms; † 1935) war ein deutscher Lederfabrikant.

## Leben
Fritz Doerr war Sohn des Wormser Lederfabrikanten und Geheimen Kommerzienrates Johann Baptist Doerr geboren. Nach dem Abitur in seiner Vaterstadt studierte er an den Universitäten Zürich und Bonn Chemie. 1877 wurde er Mitglied des Corps Tigurinia Zürich. Ein Jahr später schloss er sich dem Corps Hansea Bonn an. In Bonn diente er als Einjährig-Freiwilliger im Husaren-Regiment „König Wilhelm I.“ (1. Rheinisches) Nr. 7 der Preußischen Armee. Zwei Jahre später wurde er Reserveoffizier beim Leib-Dragoner-Regiment (2. Großherzoglich Hessisches) Nr. 24 in Darmstadt. Im Jahre 1882 absolvierte er ein Praktikum in einer Gerberei in Paris und 1883 in einer Londoner Bank. Noch im gleichen Jahr trat er in die väterliche Firma, die Firma Doerr & Reinhart, Lederwerke in Worms, ein. Ende des Jahres 1889 wurde er Teilhaber der Firma. Ab 1898 war er Wormser Stadtverordneter, später auch Mitglied des Wormser Kreistages und des Provinziallandtages für Rheinhessen. Am Ersten Weltkrieg nahm er bis 1917 teil, zunächst als Rittmeister und später als Major. 
Doerr war Vorstandsmitglied der Sektion IV der Lederindustriellen Berufsgenossenschaften, Vorsitzender der Industrie- und Handelskammer Worms, Mitglied des Hauptausschusses des Deutschen Industrie- und Handelstages in Berlin und für drei Jahre Vertreter der Wormser Handelskammer auf dem Deutschen Industrie- und Handelstag.

## Ehrungen
- Ernennung zum Geheimen Kommerzienrat
- Landwehrdienstauszeichnung I. Klasse
- Roter Adlerorden IV. Klasse
- Verdienstorden Philipps des Großmütigen, Ritterkreuz I. Klasse
- Russischer Orden der Heiligen Anna III. Klasse
- Eisernes Kreuz (1914) II. Klasse
- Allgemeines Ehrenzeichen (Hessen)
- Friedrich-August-Kreuz II. Klasse
- Kriegsverdienstkreuz (Lippe) I. Klasse